# Eleições estaduais no Rio Grande do Norte em 1978
As eleições estaduais no Rio Grande do Norte em 1978 ocorreram sob a égide do Pacote de Abril: em 1º de setembro aconteceu a via indireta e a ARENA elegeu o governador Lavoisier Maia, o vice-governador Geraldo Melo e o senador Dinarte Mariz. A etapa seguinte aconteceu em 15 de novembro a exemplo dos outros estados brasileiros e nisso foi reeleito o senador Jessé Freire e quanto aos oito deputados federais e vinte e quatro estaduais que foram eleitos a ARENA obteve quase todas as cadeiras. Os potiguares residentes no Distrito Federal escolheram seus representantes por força da Lei nº 6.091 de 15 de agosto de 1974.
Natural de Catolé do Rocha o governador Lavoisier Maia é médico diplomado pela Universidade Federal da Bahia com especialização em Planejamento Hospitalar na Universidade de São Paulo e em ginecologia e obstetrícia pela Federação Brasileira das Associações de Ginecologia e Obstetrícia e além de dedicar-se à Medicina foi professor da Universidade Federal do Rio Grande do Norte. Manteve-se fora da vida política até ocupar a Secretaria de Saúde e a Secretaria de Justiça no governo do primo, Tarcísio Maia. Nessa época presidiu a Comissão de Fiscalização Estadual de Entorpecentes do Ministério da Saúde em Natal e o Conselho Diretor do Fundo Estadual de Saúde. Ao ingressar na ARENA foi indicado governador pelo presidente Ernesto Geisel e referendado pela Assembleia Legislativa do Rio Grande do Norte.
O vice-governador eleito foi o jornalista Geraldo Melo. Natural de Campo Grande, cursou a Comissão Econômica para a América Latina e o Caribe (CEPAL) e o Centro de Estudos Monetários Latino-Americanos no México, além de cumprir estágios no cumpriu estágios no Banco Interamericano de Desenvolvimento e no Banco Mundial. Ocupou algumas diretorias da Superintendência do Desenvolvimento do Nordeste (SUDENE) quando a mesma foi criada no governo do presidente Juscelino Kubitschek sob a inspiração de Celso Furtado. Quando o governador Aluizio Alves criou a Secretaria de de Planejamento fez de Geraldo Melo seu primeiro titular. Pecuarista e empresário do setor sucroalcooleiro em Ceará-Mirim, filiou-se à ARENA e foi eleito vice-governador potiguar em 1978.

## Resultado da eleição para governador
Compareceram ao Colégio Eleitoral do Rio Grande do Norte 311 de seus 324 membros. Numa votação dominada pela ARENA, foram registrados dezoito votos em branco.
| Candidatos a governador do estado | Candidatos a vice-governador | Número | Coligação             | Votação | Percentual |
| --------------------------------- | ---------------------------- | ------ | --------------------- | ------- | ---------- |
| Lavoisier Maia ARENA              | Geraldo Melo ARENA           | -      | ARENA (sem coligação) | 293     | 100%       |
| Fontes:                           |                              |        |                       |         |            |

## Biografia dos senadores eleitos

### Dinarte Mariz
Natural de Serra Negra do Norte, onde foi delegado de polícia, Dinarte Mariz trabalhou como agropecuarista e comerciante após mudar para Caicó e ante o seu apoio a Aliança Liberal foi nomeado prefeito do município após a Revolução de 1930, entretanto foi deposto e preso no Rio de Janeiro por apoiar a Revolução Constitucionalista de 1932. Adversário da Intentona Comunista iniciada em Natal em 23 de novembro de 1935, opôs-se também ao Estado Novo. Filiado à UDN perdeu as eleições para senador em 1945 e 1950, contudo foi eleito em 1954 e em 1955 alcançou o governo estadual com o apoio de Aluizio Alves, com quem romperia anos depois. Reeleito senador em 1962, apoiou o Regime Militar de 1964 filiando-se à ARENA pela qual obteve um novo mandato em 1970 renovado bionicamente em 1978.

### Jessé Freire
Em sentido inverso Aluizio Alves foi correligionário de Jessé Freire no PSD e na ARENA, tempo no qual este último foi eleito vereador em Natal em 1950, deputado estadual em 1954 e deputado federal em 1958, 1962 e 1966. Natural de Macaíba e advogado formado na Universidade Federal de Alagoas, Jessé Freire presidiu o comitê brasileiro da Câmara de Comércio Internacional e a seção nacional do Conselho Interamericano de Comércio e Produção. No Rio Grande do Norte presidiu o Banco Auxiliar do Comércio e foi secretário de Fazenda no governo Sílvio Pedrosa antes de entrar na política. Candidato derrotado a vice-governador na chapa de Jocelyn Vilar em 1955, foi eleito senador em 1970 e reeleito em 1978, com o apoio da família Alves.

## Suplentes efetivados

### Martins Filho
Nascido em Umarizal, o agricultor e comerciante Martins Filho foi tabelião titular do 2º Cartório Judicial da cidade onde nasceu, formando-se advogado em 1979 pela Universidade Federal da Paraíba. Genro de Paulo Abílio de Souza, elegeu-se prefeito de Umarizal via PSD em 1965. Graças a uma artimanha legal, onde seu casamento religioso com Maria da Conceição Dias de Souza não possuía efeitos civis, sucedeu ao sogro na prefeitura e em 1970 sua esposa foi eleita para o cargo, sendo que Martins Filho a ele retornaria pela ARENA em 1972. Novamente sucedido pela sua mulher em 1976, candidatou-se a senador numa sublegenda arenista em 1978. Realocado como primeiro suplente, foi efetivado após a morte de Jessé Freire, em 1980.

### Moacir Duarte
Nascido em Natal, o agropecuarista e professor Moacir Duarte presidiu a Federação da Agricultura do Rio Grande do Norte e estreou na política via UDN ao eleger-se deputado estadual em 1947 e 1958. Quando o Regime Militar de 1964 outorgou o bipartidarismo, renovou o mandato pela ARENA em 1966 e 1970, chegando a presidir a Assembleia Legislativa do Rio Grande do Norte. Após deixar o mandato, foi nomeado secretário de Agricultura no governo Tarcísio Maia. Genro de Dinarte Mariz, foi eleito primeiro suplente de senador em 1978, assumindo o mandato em 1984, após a morte do sogro.

## Resultado da eleição para senador

### Mandato biônico de oito anos
Neste caso, foram apurados vinte votos em branco.
| Candidatos a senador da República | Candidatos a suplente de senador           | Número | Coligação             | Votação | Percentual |
| --------------------------------- | ------------------------------------------ | ------ | --------------------- | ------- | ---------- |
| Dinarte Mariz ARENA               | Moacir Duarte ARENA Luís Maria Alves ARENA | -      | ARENA (sem coligação) | 291     | 100%       |
| Fontes:                           |                                            |        |                       |         |            |

### Mandato direto de oito anos
Conforme registros do Tribunal Superior Eleitoral, foram apurados 486.506 votos nominais (87,01%), 32.655 votos em branco (5,84%) e 39.965 votos nulos (7,15%) resultando no comparecimento de 559.126 eleitores.
| Candidatos a senador da República | Candidatos a suplente de senador | Número | Coligação             | Votação | Percentual |
| --------------------------------- | -------------------------------- | ------ | --------------------- | ------- | ---------- |
| Jessé Freire ARENA                | -                                | -      | ARENA (em sublegenda) | 233.087 | 47,91%     |
| Radir de Araújo MDB               | Odilon Coutinho MDB              | -      | MDB (sublegenda 1)    | 169.415 | 34,82%     |
| Francisco Rocha MDB               | Hermano de Paiva Oliveira MDB    | -      | MDB (sublegenda 3)    | 32.655  | 6,71%      |
| Martins Filho ARENA               | -                                | -      | ARENA (em sublegenda) | 32.604  | 6,70%      |
| Álvaro Mota ARENA                 | -                                | -      | ARENA (em sublegenda) | 18.745  | 3,86%      |
| Olavo Montenegro MDB              | -                                | -      | MDB (sublegenda 2)    | [ 22 ]  | [ 22 ]     |
| Fontes:                           |                                  |        |                       |         |            |

## Deputados federais eleitos
São relacionados os candidatos eleitos com informações complementares da Câmara dos Deputados.

Representação eleita
  ARENA: 5
  MDB: 3

| Deputados federais eleitos | Partido | Votação | Percentual | Cidade onde nasceu    | Unidade federativa  |
| João Faustino              | ARENA   | 74.517  |            | Recife                | Pernambuco          |
| Henrique Eduardo Alves     | MDB     | 67.203  |            | Rio de Janeiro        | Rio de Janeiro      |
| Carlos Alberto de Sousa    | MDB     | 54.457  |            | Natal                 | Rio Grande do Norte |
| Wanderley Mariz            | ARENA   | 54.413  |            | Caicó                 | Rio Grande do Norte |
| Vingt Rosado               | ARENA   | 44.743  |            | Mossoró               | Rio Grande do Norte |
| Antônio Florêncio          | ARENA   | 36.899  |            | Pau dos Ferros        | Rio Grande do Norte |
| Djalma Marinho             | ARENA   | 32.172  |            | São José do Campestre | Rio Grande do Norte |
| Pedro Lucena               | MDB     | 18.862  |            | Pirpirituba           | Paraíba             |
| Fontes:                    |         |         |            |                       |                     |

## Deputados estaduais eleitos
A Assembleia Legislativa do Rio Grande do Norte recebeu quinze representantes da ARENA e nove do MDB.

Representação eleita
  ARENA: 15
  MDB: 9

| Deputados estaduais eleitos | Partido | Votação | Percentual | Cidade onde nasceu   | Unidade federativa  |
| Luiz Antônio Vidal          | ARENA   | 20.968  | 4,30%      | Santo Antônio        | Rio Grande do Norte |
| Carlos Augusto Rosado       | ARENA   | 20.069  | 4,12%      | Mossoró              | Rio Grande do Norte |
| Garibaldi Alves Filho       | MDB     | 15.682  | 3,22%      | Natal                | Rio Grande do Norte |
| Vivaldo Costa               | ARENA   | 14.684  | 3,01%      | Caicó                | Rio Grande do Norte |
| José Patrício               | ARENA   | 14.173  | 2,91%      | Alexandria           | Rio Grande do Norte |
| Jeová Carneiro              | ARENA   | 14.036  | 2,88%      | Paracuru             | Ceará               |
| José Marcílio Furtado       | ARENA   | 12.621  | 2,59%      | Touros               | Rio Grande do Norte |
| Ruy Pereira Júnior          | ARENA   | 12.557  | 2,58%      | Ipanguaçu            | Rio Grande do Norte |
| Dary Dantas                 | ARENA   | 12.415  | 2,55%      | Serra Negra do Norte | Rio Grande do Norte |
| Nelson Queiroz              | ARENA   | 12.301  | 2,52%      | Jucurutu             | Rio Grande do Norte |
| Eustáquio Lucena            | MDB     | 12.161  |            |                      |                     |
| José Dantas Cortez          | MDB     | 11.575  | 2,37%      | Monte Alegre         | Rio Grande do Norte |
| Teodorico Bezerra           | ARENA   | 11.470  | 2,35%      | Santa Cruz           | Rio Grande do Norte |
| Willy Saldanha              | ARENA   | 11.403  | 2,34%      | Jardim de Piranhas   | Rio Grande do Norte |
| Paulo Fernandes             | MDB     | 11.261  | 2,31%      | Caraúbas             | Rio Grande do Norte |
| Paulo Medeiros              | MDB     | 11.027  | 2,26%      | Natal                | Rio Grande do Norte |
| Márcio Marinho              | ARENA   | 10.923  | 2,24%      | Natal                | Rio Grande do Norte |
| Antônio Câmara              | MDB     | 10.840  | 2,22%      | João Câmara          | Rio Grande do Norte |
| Otávio Garcia               | MDB     | 10.744  | 2,20%      | Pendências           | Rio Grande do Norte |
| Alcimar de Almeida          | ARENA   | 10.406  |            |                      |                     |
| Onézimo Maia                | ARENA   | 10.257  | 2,10%      | Caraúbas             | Rio Grande do Norte |
| Roberto Furtado             | MDB     | 10.105  | 2,07%      | Natal                | Rio Grande do Norte |
| Manuel Montenegro Neto      | MDB     | 9.922   | 2,03%      | Natal                | Rio Grande do Norte |
| Gilberto de Barros Lins     | ARENA   | 9.751   | 2,00%      | Currais Novos        | Rio Grande do Norte |
| Fontes:                     |         |         |            |                      |                     |